# Galium diffusoramosum
Galium diffusoramosum là một loài thực vật có hoa trong họ Thiến thảo. Loài này được Dempster & Ehrend. mô tả khoa học đầu tiên năm 1981.